# Phòng Thương mại Quốc tế
Phòng Thương mại Quốc tế (tiếng Anh: International Chamber of Commerce, ICC) là tổ chức kinh doanh đại diện lớn nhất, tiêu biểu nhất thế giới. Hiện có hàng trăm nghìn công ty thành viên ở hơn 130 quốc gia có lợi ích trải rộng khắp mọi lĩnh vực của doanh nghiệp tư 
ICC có ba hoạt động chính: thiết lập quy tắc, giải quyết tranh chấp, và vận động chính sách. Bởi vì các công ty thành viên và các hiệp hội của nó tham gia vào hoạt động kinh doanh quốc tế, ICC có quyền lực vô song trong việc đưa ra các quy tắc chi phối hoạt động kinh doanh xuyên biên giới. Mặc dù các quy tắc này là tự nguyện, nhưng chúng được quan sát trong vô số hàng ngàn giao dịch hàng ngày và đã trở thành một phần của thương mại quốc tế.
Mạng lưới toàn cầu của các ủy ban quốc gia trên 90 nước chủ trương ưu tiên kinh doanh ở cấp quốc gia và khu vực. Hơn 3.000 chuyên gia từ các công ty thành viên của ICC cung cấp những kiến thức và kinh nghiệm của họ để xây dựng quan điểm của ICC về các vấn đề kinh doanh cụ thể.
ICC hỗ trợ công việc của Liên Hợp Quốc, Tổ chức Thương mại Thế giới, và nhiều tổ chức liên chính phủ khác, cả quốc tế và khu vực, như G20  nhân danh cho kinh doanh quốc tế. ICC là tổ chức đầu tiên được địa vị tư vấn cho Hội đồng Kinh tế và Xã hội của Liên Hợp Quốc và địa vị quan sát Liên Hợp Quốc .